# Livro de Odes (Bíblia)
O Livro de Odes (em grego:  Ὠδαί), conhecido geralmente apenas como Odes, é um livro da Bíblia encontrado apenas nas bíblias ortodoxas ou como um apêndice dos Salmos, como na edição crítica da Septuaginta de Alfred Rahlfs com base no Codex Alexandrinus, do século V. 

## Conteúdo
Os capítulos são orações e cânticos do Antigo e do Novo Testamento. Os primeiros nove formam a base para o cânone cantado durante as matinas e outros serviços. Os capítulos, segundo a versão de Rahlfs, são:
1. Primeira Ode a Moisés (referência a Êxodo 15:1–19)
2. Segunda Ode a Moisés (Deuteronômio 32:1–43)
3. Oração de Ana, a Mãe de Samuel (I Samuel 2:1–10)
4. Oração de Habacuque (Habacuque 3:2–19)
5. Oração de Isaías (Isaías 26:9–20)
6. Oração de Jonas (Jonas 2:3–10)
7. Oração de Azarias (Daniel 3:26–45, uma porção deuterocanônica)
8. Canção dos Três Jovens (Daniel 3:52–88, uma porção deuterocanônica)
9. Magnificat; Oração de Maria, a Teótoco (Lucas 1:46–55)
10. Cântico de Zacarias; Benedictus (Lucas 1:68–79)
11. Cântico de Isaías (Isaías 5:1–9)
12. Oração de Ezequias (Isaías 38:10–20)
13. Prece de Manassés, rei de Judá durante o cativeiro na Babilônia (ref. em II Crônicas 33:11–13; aparece também como um livro deuterocanônico distinto)
14. Nunc dimittis; Oração de Simeão (Lucas 2:29–32)
15. Gloria in Excelsis Deo; Cântico do Amanhecer (algumas linhas de Lucas 2:14, Salmos 144:2 e Salmos 118:12)